# Malacastra (distrito)
Malacastra (em albanês: Rrethi i Mallakastrës) é um dos 36 distritos da Albânia localizado na prefeitura de Fier. Sua capital é a cidade de Balshi.